# Pastoralbriefe
| Neues Testament |
| --- |
| Evangelien |
| - Matthäus - Markus - Lukas - Johannes |
| Apostelgeschichte |
| Paulusbriefe |
| - Römer - 1. Korinther - 2. Korinther - Galater - Epheser - Philipper - Kolosser - 1. Thessalonicher - 2. Thessalonicher - 1. Timotheus - 2. Timotheus - Titus - Philemon - Hebräer |
| Katholische Briefe |
| - Jakobus - 1. Petrus - 2. Petrus - 1. Johannes - 2. Johannes - 3. Johannes - Judas                                                                                                 |
| Offenbarung |

Pastoralbriefe nennt man drei Episteln im Neuen Testament, nämlich den Ersten und Zweiten Timotheusbrief sowie den Titusbrief. Die Briefe heißen Pastoralbriefe (lat. pastor „Hirte“, also Briefe die nicht an eine Gemeinde, sondern an einen einzelnen „Hirten“ adressiert waren), weil sie nicht, wie die meisten anderen Paulusbriefe, an ganze Gemeinden geschrieben wurden, sondern an Einzelpersonen (nämlich an Timotheus und Titus) gerichtet sind, die in Gemeinden pastorale Aufgaben hatten; insofern sind sie keine Privatbriefe wie etwa der Brief an Philemon („Tritopaulinen“ oder „tritopaulinisch“).
Die Briefe geben an, von Paulus von Tarsus verfasst zu sein. Seit dem frühen 19. Jahrhundert wurde dieser Anspruch bezweifelt. Heute nehmen viele Neutestamentler an, dass es sich um Pseudepigraphen handelt, d. h., dass sie nicht von Paulus selbst, sondern Jahre oder Jahrzehnte nach seinem Tod von einem oder mehreren seiner Schüler unter dessen Namen verfasst wurden.
Viele Verteidiger der Echtheit der Pastoralbriefe versuchen, Unterschiede zu den anderen Paulusbriefen durch eine „Sekretärshypothese“ zu erklären, wie sie von Heinrich August Schott 1830 eingeführt wurde.

## Die Echtheitsfrage der Pastoralbriefe

### Zweifel an der paulinischen Verfasserschaft
In den heute gängigen Lehrbüchern zur Einleitung in das Neue Testament wird die paulinische Verfasserschaft der Pastoralbriefe bestritten. Folgende Argumente werden dabei gegen die Echtheit der Pastoralbriefe vorgebracht:
1. Sprache und Stil passen nicht zu dem Sprachstil der unbestritten echten Gemeindebriefe des Paulus (Röm, 1.Kor, 2.Kor, Gal, 1.Thess, Phil, Phlm).
2. Die Orts-, Zeit- und Personenangaben passen nicht zu der uns bekannten Chronologie des Lebens und Wirkens des Paulus.
3. Die in den Pastoralbriefen angeschriebenen Gemeinden sind weiter entwickelt und in ihren Ämtern differenzierter als zu der Zeit des Paulus.
4. Die in den Briefen bekämpften Irrlehrer passen eher zu den Häretikergruppen des 2. Jahrhunderts als zu den Gegnern, die in apostolischer Zeit auftraten; zudem werden sie in den Pastoralbriefen weniger argumentativ denn polemisch und somit anders bekämpft, als es Paulus tat.
5. Die theologische Lehre in den Briefen und die von daher entworfene Ethik stehen nicht im Einklang mit der rekonstruierten Lehre und Ethik des Paulus. Es gibt neue theologische Begriffe wie  „gutes Gewissen“  und  „gesunde Lehre“. Auffällig ist auch die Stellung zur Tradition. Paulus verarbeitet die Tradition, in den Pastoralbriefen wird sie nur übernommen und eingeübt. Ein wichtiger Punkt ist die Kirchenordnung.
6. Die Bezeugung der Pastoralbriefe in der Textüberlieferung ist auffällig. Die Pastoralbriefe fehlen in {\displaystyle {\mathfrak {P}}}46, Codex Vaticanus und auch Marcion hat sie nicht in seinem Kanon aufgenommen.[2]
7. Paulus wird in den Pastoralbriefen als einzige Autorität überhöht. In den unumstritten echten Briefen ist dies nicht der Fall.

Demnach sind die Pastoralbriefe von einem Paulusschüler geschrieben, dem die echten Paulusbriefe vorlagen, wahrscheinlich schon als frühe Form des Corpus Paulinum.

### Argumente für die paulinische Verfasserschaft
Ein Teil der Neutestamentler weicht von der dargestellten Mehrheitsmeinung der neutestamentlichen Wissenschaft ab. Sie sind der Meinung, dass die Pastoralbriefe, einzeln untersucht und mit den einzelnen unbestrittenen Paulusbriefen verglichen, diesen durchaus nahestehen, so dass eine gemeinsame Verfasserschaft als plausibel erscheint:
1. Untersuchungen des Sprachstils von 1.Tim, 2.Tim und Tit kommen zu dem Ergebnis, dass 2.Tim stilistisch sogar näher an Röm, Phil oder Gal herankommt als etwa 1.Kor. Anscheinend verwendet der Verfasser in 1.Tim und Tit den damals für einen Vorgesetzten gegenüber seinen bevollmächtigten Delegaten üblichen Sprachstil, um diesen zu beauftragen und zu instruieren. – Anthony Kenny kommt mit Hilfe stilometrischer Untersuchungen zum Schluss, dass im Corpus Paulinum alle Briefe außer dem Titusbrief einen verwandten Stil repräsentieren, der einem gewandten Autor zuzutrauen sei. Der Titusbrief weiche zu stark vom Stil des Verfassers der übrigen Paulusbriefe ab.[3] – Nach den sprachstatistischen Untersuchungen von Eta Linnemann weichen die Pastoralbriefe nicht grundsätzlich von den anderen Paulusbriefen ab; ein Unterschied ergibt sich aufgrund ihrer Kürze.[4]
2. Es ist möglich, die drei Briefe an Mitarbeiter des Apostels innerhalb der uns bekannten Wirkungszeit des Apostels Paulus unterzubringen. Vor allem die längere Zwischenreise[5] einschließlich Überwinterung[6] von Ephesus über Mazedonien und Achaja und wieder nach Kleinasien/Ephesus zurück bietet für 1.Tim und Tit eine gute Datierungsmöglichkeit. 2.Tim passt in die erste oder in eine uns unbekannte, aber von manchen frühen Kirchenvätern bezeugte zweite Gefangenschaft des Apostels in Rom. Der Titusbrief lässt sich in die Romreise des Paulus einfügen: Paulus hat Titus in Kreta zurückgelassen (Tit 1,5) und gibt ihm vom Kephallenia (Melite)[7] aus weitere Anweisungen zum Gemeindeaufbau.
3. Die Pastoralbriefe gehen nicht polemischer mit Gegnern um als der „echte“ Paulus.[8] Der Unterschied kann mit den unterschiedlichen Adressaten, Gemeinde oder Mitarbeiter, begründet werden. Mitarbeitern gegenüber wird Theologie nicht entfaltet, sondern als erlernt vorausgesetzt (2.Tim 3,14–17). Außerdem zeigen neuere Vergleiche, dass die in den Pastoralbriefen attackierten Gegner den Gegnern sehr ähnlich sind, die in den allgemein als echt geltenden Paulusbriefen bekämpft werden.
4. Die Organisation der Gemeinden der Pastoralbriefe erscheint auch in früher Zeit vorstellbar. Der 2.Tim hat noch weniger Interesse an entwickelten Gemeinde- und Leitungsstrukturen als etwa Phil 1,1 EU; Phil 3,17 ff EU oder 1. Kor. 16,15–18 EU. Und Tit und 1.Tim haben kein Interesse daran, Gemeinde ausdrücklich – wie etwa in 1. Kor. 16,15ff EU – den Leitern „unterzuordnen“. Alle ihre Angaben zu Gemeinde und Gemeindeleitung weisen nicht in eine spätere Zeit, sondern sind nur anders als in Gemeindebriefen, weil sie für Mitarbeiter geschriebene Instruktionen zur Organisation von Gemeindeleitung sind. Solche Organisation setzt etwa Phil 1,1 als längst abgeschlossen schon voraus. Sie liegt zeitlich vor den Gemeindebriefen, in denen Paulus bereits organisierte Gemeinden anschreibt (vgl. Apg 14,23 EU). In Gemeindebriefen schreibt er nirgends zu der Frage: Wie sollt ihr Gemeindeleitung organisieren? Er fordert in den Gemeindebriefen sogar strenger als in den Pastoralbriefen „Unterordnung“ der Gemeinde im Konfliktfall unter die Gemeindeleiter (1. Kor. 16,10f.15ff EU).
5. Inwieweit die Theologie und die Ethik der Pastoralbriefe „paulinisch“ ist: Die weniger radikal wirkende Ethik der Pastoralbriefe muss nicht als „bürgerliche“ Anpassung an die Gesellschaft gesehen werden, sondern sollte einladend auf die Nichtchristen wirken (im Sinne von 1.Thess 4,1ff; 1.Kor 9,19ff; 10,32f; Phil 2,1ff; 4,8–9) und auf eine positive Veränderung der Gesellschaft hinwirken (durch den Glauben, die Hoffnung und die Liebe der Christen, wie es schon Jesus in der Bergpredigt ähnlich fordert). Im Phil etwa wird auch kaum mehr Naherwartung erkennbar als in den Pastoralbriefen (vgl. etwa Phil 4,5 – mehr finden wir in Phil kaum – mit 1.Tim 5,21ff; 6,13–20).
6. Die einzigartige Autorität des Paulus in den Pastoralbriefen beruhe auf seiner singulären Rolle als einziger, von Christus berufener Heidenapostel (Röm 1,1–7 EU; Gal 1–2 EU). In Phil 3,17; 4,9 sowie im ganzen Phil gibt es gleich nach Christus keine andere oder höhere, normative Autorität für die Adressaten als allein Paulus, selbst über seinen möglichen Tod hinaus (Phil 2,12–18). Genau diese einzigartige Autorität im Heilsplan Gottes vertritt Paulus als Heidenapostel und Gemeindegründer auch in 1 Kor 1,1; 4,1–21; 11,1–2; 16,10–18. Ausgerechnet in Tit aber wird sie nach Tit 1,1–4 vollkommen zurückgenommen. Der Apostel „verschwindet“ im Wir-Stil sowie im „Du ordne an“-Stil völlig (anders 1 Tim 1–3 und 5,14ff: Ich-ordne-an-Stil; 2 Tim fehlt beides). Im Gegensatz zu 1 Kor 4,16–17; 7,17; 11,1–2; 11,16; 11,23; 15,1ff erscheint er in Tit auch nirgends als Vermittler einer heiligen oder heilsnotwendig zu bewahrenden Tradition. Es gibt „das“ Bild „des“ überhöhten Paulus in „den“ Pastoralbriefen gar nicht. Sätze wie Phil 3,17 und 4,9 finden wir in ihnen nicht: „Folgt mir, liebe Brüder, und seht auf die, die so leben, wie ihr uns zum Vorbild habt… Was ihr gelernt und empfangen und gehört und gesehen habt an mir, das tut; so wird der Gott des Friedens mit euch sein.“

## Unterschiede
Die drei Pastoralbriefe weisen untereinander erhebliche Unterschiede auf:
- Gebrauch des Titels „Herr“: 2.Tim verwendet den Titel „Herr“ 16-mal im ganzen Brief, aber nur in 1,2 einmal in Verbindung mit Jesus; 1.Tim gebraucht ihn jeweils dreimal in Kap. 1 und 6 und fast nur mit Jesus und Gott in Beziehung gesetzt; Tit ersetzt ihn durch „Retter“.
- Tit vermeidet jedes Gebet, während 1.Tim und 2.Tim zahlreiche Aufrufe zum Gebet, Gebete und Doxologien bieten.
- Beide Timotheusbriefe sehen Paulus als Lehrer, als Ur- oder Vorbild für Glaube und Ethik sowie als Übermittler von Tradition für eine Kette von Tradenten. Sie unterweisen Timotheus auch sonst durch das Benennen von menschlichen Vorbildern und Negativbeispielen. All dies entfällt in Tit komplett, in dem auch – im Gegensatz zu 1.Tim und 2.Tim – jeder Hinweis auf den irdischen Jesus und seine Worte entfällt.
- Auch die in den Timotheusbriefen geschätzten AT-Schriften (1.Tim 1,8f, 2.Tim 3,15) spielen in Tit praktisch keine Rolle.

### Allgemein
- Michael Wolter: Die Pastoralbriefe als Paulustradition. Göttingen 1988, ISBN 3-525-53827-8
- Philip H. Towner: The Goal of Our Instruction. The Structure of Theology and Ethics in the Pastoral Epistles. JSNTSup 34. JSOT Press, Sheffield 1989, ISBN 1-85075-216-8
- Philip H. Towner: Pauline Theology or Pauline Tradition in the Pastoral Epistles: The Question of Method, Tyndale Bulletin Vol. 46.2 Nov.: 1995, S. 287–314.
- Egbert Schlarb: Die gesunde Lehre. Häresie und Wahrheit im Spiegel der Pastoralbriefe. Marburger theologische Studien 28. Elwert, Marburg 1990, ISBN 3-7708-0932-7
- Frances Young: The Theology of the Pastoral Letters. New Testament Theology. University Press, Cambridge 1994, ISBN 0-521-37036-1
- Mark Harding: Tradition and Rhetoric in the Pastoral Epistles. Studies in Biblical Literature 3. Lang, New York u. a. 1998, ISBN 0-8204-3767-0
- Carsten Looks: Das Anvertraute bewahren. Die Rezeption der Pastoralbriefe im 2. Jahrhundert. Münchner theologische Beiträge. Utz-Verl., München 1999, ISBN 3-89675-655-9
- William A. Richards: Difference and Distance in Post-Pauline Christianity. An Epistolary Analysis of the Pastorals. Studies in Biblical Literature 44. Lang, New York u. a. 2002, ISBN 0-8204-5599-7
- Karl Löning: Epiphanie der Menschenfreundlichkeit. Zur Rede von Gott im Kontext städtischer Öffentlichkeit nach den Pastoralbriefen, Matthias Lutz-Bachmann (Hrsg.): Und dennoch ist von Gott zu reden. (FS H. Vorgrimler), Freiburg-Basel-Wien 1994, S. 107–124.
- Karl Löning: Gerechtfertigt durch seine Gnade (Tit 3,7). Zum Problem der Paulusrezeption in der Soteriologie der Pastoralbriefe. In Thomas Söding (Hrsg.): Der lebendige Gott. Studien zur Theologie des Neuen Testaments (FS W. Thüsing)
- Ansgar Wucherpfennig SJ: Missionarische Kirche im Neuen Testament. Paulus, Lukas und die Pastoralbriefe als Stationen einer Entwicklung innerhalb des frühen Christentums. Geist und Leben 76/6 (2003), S. 434–445.

### Zur Lukas-Hypothese
Contra:
- Norbert Brox: Lukas als Verfasser der Pastoralbriefe, in: Jahrbuch für Antike und Christentum (13 / 1970), S. 62–77.
- Jean-Daniel Kaestli: Luke-Acts and the Pastoral Epistles: The Thesis of a Common Authorship. In: Christopher M. Tuckett (Hrsg.): Luke’s Literary Achievement: Collected Essays. (Sheffield: JOST, 1995), S. 110–126.
- Ian Howard Marshall: Rezension der Monographie von S. G. Wilson, Luke and the Pastoral Epistles (SPCK). London 1979, in JSNT (10 / 1981), S. 69–74.
- Ian Howard Marshall: The Pastoral Epistles in Recent Study. In: Andreas J. Köstenberger, Terry L. Wilder  (Hrsg.): Entrusted with the Gospel. Paul’s Theology in the Pastoral Epistles. Nashville, Tennessee 2010, S. 268–312.

Pro:
- Charles Francis Digby Moule: The Problem of the Pastoral Epistles, in: BJRL (47 / 1965), S. 430–452.
- Rainer Riesner: Once more: Luke-Acts and the Pastoral Epistles, in: History and Exegesis: New Testament Essays in Honor of Dr. E. Earle Ellis for his 80th Birthday (Ed. Sang-Won (Aaron) Son), New York. London 2006, S. 239–258.
- August Strobel: Schreiben des Lukas? Zum sprachlichen Problem der Pastoralbriefe, NTS (15 / 1969) 191-210.
- Stephen G. Wilson: Luke and the Pastoral Epistles, London 1979.
- Siehe auch die unter „Echtheitskritik“ unten genannten Beiträge von R. Fuchs.

### Kommentare
- Norbert Brox: Die Pastoralbriefe. 1 Timotheus, 2 Timotheus, Titus. F. Pustet, Regensburg 5., durchges. u. erw. Aufl. 1989, ISBN 978-3-7917-0140-0.
- Ian Howard Marshall, Philip H. Towner: The Pastoral Epistles (ICC), Edinburgh 1999
- William D. Mounce: The Pastoral Epistles (WBC), Nashville 2000
- Heinz-Werner Neudorfer: Der erste Brief des Apostels Paulus an Timotheus (HTA), Wuppertal 2004
- Philip H. Towner: The Letters to Timothy and Titus (NICNT), Grand Rapids 2006
- Klaus Berger: Kommentar zum Neuen Testament, Gütersloh 2011, S. 790–826.

### Echtheitskritik
- Klaus Berger: Kommentar zum Neuen Testament, Gütersloh 2011, S. 790ff.
- Anthony E. Bird: The Authorship of the Pastoral Epistles – Quantifying Literary Style, Reformed Theological Review 56/1997, S. 118–137
- Jan van Bruggen: Die geschichtliche Einordnung der Pastoralbriefe, Wuppertal 1991
- James D. Miller: The Pastoral Letters as Composite Documents. MSSNTS 93. Univ. Press, Cambridge 1997, ISBN 0-521-56048-9
- Rüdiger Fuchs: Unerwartete Unterschiede – müssen wir unsere Ansichten über die Pastoralbriefe revidieren? Bibelwissenschaftliche Monographien. Brockhaus, Wuppertal 2003, ISBN 3-417-29480-0
- Rüdiger Fuchs: Ist die Agape das Ziel der Unterweisung (1.Tim 1,5)? – zum unterschiedlichen Gebrauch des ἀγαπ- und des φιλ-Wortstamms in den Schreiben an Timotheus und Titus, JETh 2004, S. 93–126
- Rüdiger Fuchs: Bisher unbeachtet – zum unterschiedlichen Gebrauch von ἀγαθοός, καλῶν und καλός in den Schreiben an Timotheus und Titus, EJTh 1/2006, S. 15–33
- Rüdiger Fuchs: Eine vierte Missionsreise des Paulus im Osten? Zur Datierung des ersten Timotheusbriefs und des Titusbriefs, JETh 2011, S. 33–28.
- Jens Herzer: Abschied vom Konsens? Die Pseudepigraphie der Pastoralbriefe als Herausforderung an die neutestamentliche Wissenschaft, ThLZ 129 (2004), Heft 12, S. 1267–1282
- Hermann von Lips: Von den „Pastoralbriefen“ zum „Corpus Pastorale“. eine Hallische Sprachschöpfung und ihr modernes Pendant als Funktionsbestimmung dreier neutestamentlicher Briefe, Reformation und Neuzeit. 300 Jahre Theologie in Halle (1694-1994) Göttingen 1994, S. 49–71
- Anthony Kenny: A Stylometric Study of the New Testament, Oxford 1986;
- John A. T. Robinson: Grayston and Herdan’s ‚C’ Quantity Formula and the Authorship of the Pastoral Epistles, NTS (Vol. 30) 1984, 282–288
- David L. Mealand: The Extend of the Pauline Corpus: A multivariate Approach, JSNT 59/1995, 61–92
- Annette Merz: Die fiktive Selbstauslegung des Paulus. Intertextuelle Studien zur Intention und Rezeption der Pastoralbriefe. Novum Testamentum et orbis antiquus/Studien zur Umwelt des Neuen Testaments 52. Academic Pr., Fribourg/Vandenhoeck & Ruprecht, Göttingen 2004, ISBN 3-525-53953-3
- Karl-Heinrich Ostmeyer: Kommunikation mit Gott und Christus, WUNT 197, Tübingen 2006, ISBN 3-16-148969-1 (vor allem die Seiten 141 & 150-160)
- Herbert Jennings Rose: The Clausulae of the Pauline Corpus, JTS 1929, 17-43
- Philip H. Towner: Gnosis and realized Eschatology in Ephesus (of the Pastoral Epistles) and the Corinthian Enthusiasm, JSNT 31/1987, 95–125
- Alfons Weiser: Die gesellschaftliche Verantwortung der Christen nach den Pastoralbriefen, Beiträge zur Friedensethik Band 18, Stuttgart 1994
- Rainer Riesner: Once more: Luke-Acts and the Pastoral Epistles, in: FS E. Earle Ellis, history and Exegesis (Ed. Sang-Won (Aaron) Son), New York, London 2006, 239–258, hier bes. 256–257.
- Werner Thiessen: Christen in Ephesus – die historische und theologische Situation in vorpaulinischer und  paulinischer Zeit und zur Zeit der Apostelgeschichte und der Pastoralbriefe (= TANZ; 12). Francke, Tübingen 1995.
- Gerhard Lohfink: Paulinische Theologie in der Rezeption der Pastoralbriefe, Paulus in den neutestamentlichen Spätschriften, hrsg. von Karl Kertelge, Freiburg im Breisgau 1981, S. 70–121

### Zur Christologie der Pastoralbriefe
- Karoline Läger: Die Christologie der Pastoralbriefe. Hamburger Theologische Studien 12. Steinmann u. Steinmann, Hamburg/Lit-Verl., Münster 1996, ISBN 3-8258-2748-8
- Andrew Y. Lau: Manifest in Flesh. The Epiphany Christology of the Pastoral Epistles. WUNT 2/86. Mohr, Tübingen 1996, ISBN 3-16-146302-1
- Hanna Stettler: Die Christologie der Pastoralbriefe. WUNT 2/105. Mohr Siebeck, Tübingen 1998, ISBN 3-16-147056-7
- Thomas Söding: Das Erscheinen des Retters. Zur Christologie der Pastoralbriefe. In:  Klaus Scholtissek (Hrsg.): Christologie in der Paulus-Schule. Zur Rezeptionsgeschichte des paulinischen Evangeliums. Stuttgarter Bibelstudien 181. Verl. Kath. Bibelwerk, Stuttgart 1999, S. 149–192
- Rüdiger Fuchs: Unerwartete Unterschiede. Müssen wir unsere Ansichten über „die“ Pastoralbriefe revidieren? (BWM 12), Wuppertal 2003.
- Rüdiger Fuchs: Ein Gott, der Vater, ein Herr, Jesus Christus. Verwendung und Vermeidung der Gottesbezeichnung „Vater“ in den Gemeinde- und Pastoralbriefen des Paulus. In: JETh 26/2012, S. 63–91.